# Scioglyptis externaria
Scioglyptis externaria là một loài bướm đêm trong họ Geometridae.